# James Cattell

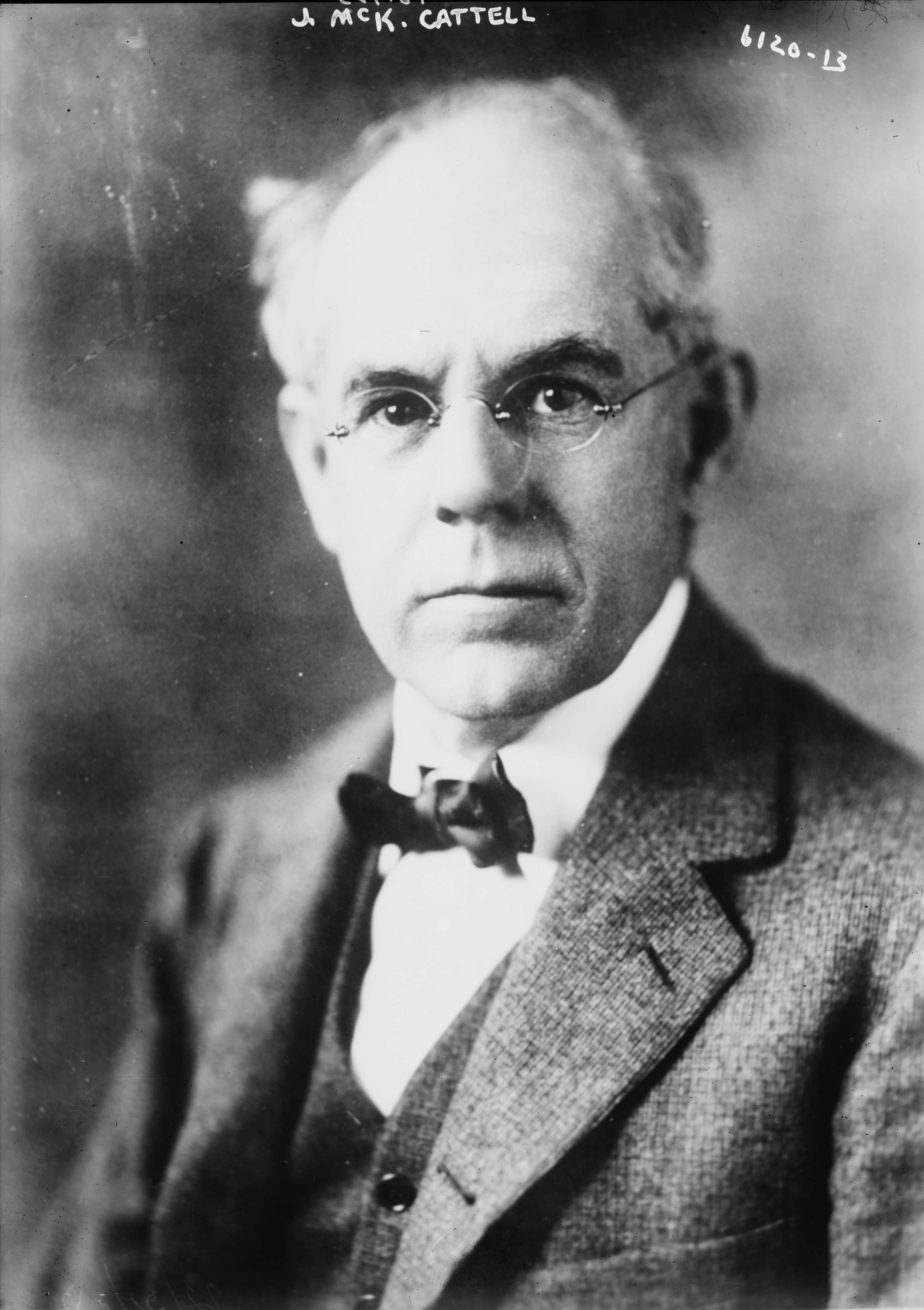
James McKeen Cattell

James McKeen Cattell (ur. 25 maja 1860 w Eston, zm. 20 stycznia 1944 w Lancaster) – amerykański psycholog, profesor Uniwersytetu Pensylwania oraz Uniwersytetu Columbia w Nowym Jorku.

## Kariera zawodowa
Studiował filozofię. Po studiach wyjechał do Niemiec na studia podyplomowe, gdzie spotkał Wilhelma Wundta na Uniwersytecie w Lipsku. W latach 1882–1883 przebywał na stypendium studiując na Uniwersytecie Johnsa Hopkinsa. W latach 1883–1886 powrócił do Niemiec i jako asystent pracował w laboratorium Wilhelma Wundta w Lipsku, gdzie doktoryzował się pracą Psychometrische Untersuchungen (1886). Następnie pracował u Francisa Galtona w Londynie oraz na Uniwersytecie Cambridge. W 1888 powrócił do USA i do 1891 był profesorem na Uniwersytecie Pensylwania, gdzie założył pracownię psychologiczną (1887). Od 1891 do 1917 wykładał jako profesor na Uniwersytecie Columbia w Nowym Jorku, gdzie został szefem Wydziału Psychologii, Antropologii i Filozofii. W 1917 został usunięty z pracy za przeciwstawianie się udziałowi Stanów Zjednoczonych w I wojnie światowej.
Był redaktorem czasopism: Psychological Review (1894–1903), Popular Science Monthly (1900–1915), Science (1904–1944) oraz American Naturalist (1907–1944). Od 1895 był prezesem Amerykańskiego Towarzystwa Psychologicznego.

## Zainteresowania naukowe
Główne zainteresowania badawcze Jamesa Cattella koncentrowały się na zagadnieniach związanych z procesem czytania, psychologią zdolności oraz różnicami indywidualnymi. Jako jeden z pierwszych psychologów stosował testy umysłowe (mental tests). Jego eksperymenty dotyczyły zakresu uwagi i nawyków czytania. Badania te wywarły wpływ na wielu psychologów m.in. Edwarda Thorndike.

## Publikacje (wybór)
- Psychometrische Untersuchungen, 1886
- Mental tests and measurements, 1890
- The time of perception as a measure of differences in intensity, 1902